# Supersport-Weltmeisterschaft 2012
Die Supersport-WM-Saison 2012 war die 14. in der Geschichte der FIM-Supersport-Weltmeisterschaft. Es wurden 13 Rennen ausgetragen.
Alle Piloten traten auf Pirelli-Einheitsreifen an.
Die Rennkalender für 2012 wurde im Vergleich zum Vorjahr nur geringfügig verändert. Als einziges neues Rennen kam die Veranstaltung auf dem Moscow Raceway in Moskau dazu.

## Rennkalender
|    | Datum  | Rennen         | Strecke          | Pole-Position  | Platz 1        | Platz 2        | Platz 3         | Schn. Rennrunde |
| -- | ------ | -------------- | ---------------- | -------------- | -------------- | -------------- | --------------- | --------------- |
| 1  | 26.02. | Australien     | Phillip Island   | Broc Parkes    | Kenan Sofuoğlu | Fabien Foret   | Broc Parkes     | Fabien Foret    |
| 2  | 01.04. | Italien        | Imola            | Sam Lowes      | Fabien Foret   | Sam Lowes      | Ronan Quarmby   | Broc Parkes     |
| 3  | 22.04. | Niederlande    | Assen            | Sam Lowes      | Lorenzo Lanzi  | Kenan Sofuoğlu | Wladimir Leonow | Lorenzo Lanzi   |
| 4  | 06.05. | Italien        | Monza            | Sam Lowes      | Jules Cluzel   | Sam Lowes      | Kenan Sofuoğlu  | Sam Lowes       |
| 5  | 13.05. | Europa         | Donington        | Jules Cluzel   | Sam Lowes      | Kenan Sofuoğlu | Jules Cluzel    | Jules Cluzel    |
| 6  | 10.06. | San Marino     | Misano           | Sam Lowes      | Kenan Sofuoğlu | Jules Cluzel   | Alex Baldolini  | Fabien Foret    |
| 7  | 01.07. | Spanien        | Motorland Aragón | Jules Cluzel   | Sam Lowes      | Fabien Foret   | Sheridan Morais | Sheridan Morais |
| 8  | 22.07. | Tschechien     | Brünn            | Kenan Sofuoğlu | Fabien Foret   | Kenan Sofuoğlu | Broc Parkes     | Broc Parkes     |
| 9  | 05.08. | Großbritannien | Silverstone      | Jules Cluzel   | Jules Cluzel   | Sam Lowes      | Broc Parkes     | Jules Cluzel    |
| 10 | 26.08. | Russland       | Moskau           | Jules Cluzel   | Kenan Sofuoğlu | Jules Cluzel   | Wladimir Leonow | Jules Cluzel    |
| 11 | 09.09. | Deutschland    | Nürburgring      | Jules Cluzel   | Kenan Sofuoğlu | Jules Cluzel   | Fabien Foret    | Sam Lowes       |
| 12 | 23.09. | Portugal       | Portimão         | Broc Parkes    | Jules Cluzel   | Kenan Sofuoğlu | Fabien Foret    | Jules Cluzel    |
| 13 | 07.10. | Frankreich     | Magny-Cours      | Broc Parkes    | Jules Cluzel   | Sam Lowes      | Dan Linfoot     | Kenan Sofuoğlu  |

## Teams und Fahrer
| Nr. | Fahrer            | Team                            | Motorrad             | Reifen |
| --- | ----------------- | ------------------------------- | -------------------- | ------ |
| 3   | Jed Metcher       | RivaMoto                        | Yamaha YZF-R6        | P      |
| 4   | Dan Linfoot 1     | MSD R-N Racing Team India       | Kawasaki Ninja ZX-6R | P      |
| 8   | Andrea Antonelli  | Team Lorini                     | Honda CBR 600 RR     | P      |
| 9   | P. J. Jacobsen    | Bogdanka Honda PTR              | Honda CBR 600 RR     | P      |
| 10  | Imre Tóth         | Racing Team Tóth                | Honda CBR 600 RR     | P      |
| 11  | Sam Lowes         | Bogdanka PTR Honda              | Honda CBR 600 RR     | P      |
| 12  | Stefano Cruciani  | Puccetti Racing Kawasaki Italia | Kawasaki Ninja ZX-6R | P      |
| 13  | Dino Lombardi     | Team PATA by Martini            | Yamaha YZF-R6        | P      |
| 14  | Gábor Talmácsi    | PRORACE                         | Honda CBR 600 RR     | P      |
| 16  | Jules Cluzel      | PTR Honda                       | Honda CBR 600 RR     | P      |
| 17  | Roberto Anastasia | Kuja Racing                     | Honda CBR 600 RR     | P      |
| 19  | Paweł Szkopek     | Bogdanka Honda PTR              | Honda CBR 600 RR     | P      |
| 20  | Mathew Scholtz    | Bogdanka PTR Honda              | Honda CBR 600 RR     | P      |
| 22  | Roberto Tamburini | Team Lorini                     | Honda CBR 600 RR     | P      |
| 23  | Broc Parkes       | Ten Kate Racing Products        | Honda CBR 600 RR     | P      |
| 24  | Eduard Blokhin    | RivaMoto                        | Yamaha YZF-R6        | P      |
| 25  | Alex Baldolini    | Power Team by Suriano           | Triumph Daytona 675  | P      |
| 27  | Thomas Caiani     | Kuja Racing                     | Honda CBR 600 RR     | P      |
| 31  | Vittorio Iannuzzo | Power Team by Suriano           | Triumph Daytona 675  | P      |
| 32  | Sheridan Morais   | Kawasaki DeltaFin Lorenzini     | Kawasaki Ninja ZX-6R | P      |
| 33  | Yves Polzer       | Team MRC Austria                | Yamaha YZF-R6        | P      |
| 34  | Ronan Quarmby     | PTR Honda                       | Honda CBR 600 RR     | P      |
| 38  | Balázs Németh     | Racing Team Tóth                | Honda CBR 600 RR     | P      |
| 40  | Martin Jessopp    | Riders PTR Honda                | Honda CBR 600 RR     | P      |
| 52  | Lukáš Pešek       | PRORACE                         | Honda CBR 600 RR     | P      |
| 53  | Valentin Debise   | SMS Racing                      | Honda CBR 600 RR     | P      |
| 54  | Kenan Sofuoğlu    | Kawasaki DeltaFin Lorenzini     | Kawasaki Ninja ZX-6R | P      |
| 55  | Massimo Roccoli   | Bike Service by WTR TEN 10      | Yamaha YZF-R6        | P      |
| 57  | Lorenzo Lanzi     | PRORACE                         | Honda CBR 600 RR     | P      |
| 61  | Fabio Menghi      | VFT Racing                      | Yamaha YZF-R6        | P      |
| 64  | Joshus Day        | Team GOELEVEN                   | Kawasaki Ninja ZX-6R | P      |
| 65  | Wladimir Leonow   | Yakhnich Motorsport             | Yamaha YZF-R6        | P      |
| 69  | Ondřej Ježek      | SMS Racing                      | Honda CBR 600 RR     | P      |
| 73  | Oleg Pozdneev     | RivaMoto                        | Yamaha YZF-R6        | P      |
| 74  | Kieran Clarke     | Bogdanka Honda PTR              | Honda CBR 600 RR     | P      |
| 81  | Cristiano Erbacci | VFT Racing                      | Yamaha YZF-R6        | P      |
| 87  | Luca Marconi      | VFT Racing                      | Yamaha YZF-R6        | P      |
| 93  | Florian Marino    | MSD R-N Racing Team India       | Kawasaki Ninja ZX-6R | P      |
| 98  | Romain Lanusse    | Kawasaki Intermoto Step         | Kawasaki Ninja ZX-6R | P      |
| 99  | Fabien Foret      | Kawasaki Intermoto Step         | Kawasaki Ninja ZX-6R | P      |
| 117 | Miguel Praia      | Bogdanka Honda PTR              | Honda CBR 600 RR     | P      |
| 125 | Danilo Marrancone | Kuja Racing                     | Honda CBR 600 RR     | P      |
| 157 | Ilario Dionisi    | PRORACE                         | Honda CBR 600 RR     | P      |

| Legende         |
| --------------- |
| Stammfahrer     |
| Wildcard-Fahrer |
| Ersatzfahrer    |

| 1 Wildcard in Silverstone, Moskow, Nürburgring, Portimao, Magny-Cours |

## Fahrerwertung
| Rang | Fahrer            | Punkte |
| ---- | ----------------- | ------ |
| 01.  | Kenan Sofuoğlu    | 231    |
| 02.  | Jules Cluzel      | 210    |
| 03.  | Sam Lowes         | 172    |
| 04.  | Fabien Foret      | 171    |
| 05.  | Broc Parkes       | 135    |
| 06.  | Sheridan Morais   | 96     |
| 07.  | Alex Baldolini    | 96     |
| 08.  | Ronan Quarmby     | 84     |
| 09.  | Vittorio Iannuzzo | 60     |
| 10.  | Andrea Antonelli  | 60     |
| 11.  | Wladimir Leonow   | 52     |
| 12.  | Roberto Tamburini | 50     |
| 13.  | Gábor Talmácsi    | 44     |
| 14.  | Jed Metcher       | 40     |

| Rang | Fahrer           | Punkte |
| ---- | ---------------- | ------ |
| 15.  | Massimo Roccoli  | 30     |
| 16.  | Mathew Scholtz   | 28     |
| 17.  | Lorenzo Lanzi    | 25     |
| 18.  | Dan Linfoot      | 25     |
| 19.  | Romain Lanusse   | 25     |
| 20.  | Imre Tóth        | 19     |
| 21.  | Stefano Cruciani | 19     |
| 22.  | Balázs Németh    | 17     |
| 23.  | Luca Marconi     | 16     |
| 24.  | Raffaele De Rosa | 15     |
| 25.  | Joshua Day       | 14     |
| 26.  | Florian Marino   | 14     |
| 27.  | Glen Richards    | 11     |

| Rang | Fahrer          | Punkte |
| ---- | --------------- | ------ |
| 28.  | Valentin Debise | 10     |
| 29.  | David Linortner | 8      |
| 30.  | Twan van Poppel | 8      |
| 31.  | Billy McConnell | 7      |
| 32.  | Stuart Voskamp  | 6      |
| 33.  | Lukáš Pešek     | 6      |
| 34.  | Thomas Caiani   | 4      |
| 35.  | P. J. Jacobsen  | 3      |
| 36.  | Fabio Menghi    | 3      |
| 37.  | Dino Lombardi   | 2      |
| 38.  | Kieran Clarke   | 2      |
| 39.  | Luke Mossey     | 1      |
| 40.  | Martin Jessopp  | 1      |

## Konstrukteurswertung
| 1 | Honda    | 287 |
| 2 | Kawasaki | 273 |
| 3 | Triumph  | 125 |
| 4 | Yamaha   | 110 |
| 5 | Suzuki   | 6   |